# 김호연 (1955년)
김호연(金豪淵, 1955년 4월 29일~)은 대한민국의 정치인, 기업인이다. 제18대 국회의원을 지냈으며, 공군역사재단 이사장이며 빙그레 회장이다. 2010년부터 2012년까지 제18대 국회의원을 지냈다.
백범 김구 선생의 손녀사위로서 (재)김구재단을 설립하여 백범 김구 추모기념사업과 장학사업, 학술지원사업 등을 펼쳐왔으며, 미국 하버드 대학교 한국연구소에 '한미 관계 김구 포럼'을 개설했고, 미국 브라운 대학교 왓슨국제연구소에 김구 도서관을 개소했다. 북경대 국제관계학원에 김구포럼을 개소했다.
2015년부터는 미국 내 대표적인 한·미 우호 증진을 위한 비영리단체인 ‘코리아소사이어티’에 ‘김구 전문가 시리즈’를 열어 후원하고 있다.

## 학력
- 1974년 경기고등학교 졸업
- 1978년 서강대학교 무역학과 학사
- 1985년 일본 히토츠바시 대학교(도쿄상과대) 대학원 경제학 석사
- 1994년 연세대학교 행정대학원 석사(외교안보 전공)
- 2006년 서강대학교 대학원 경영학과 경영학 박사 - 박사논문 <한국적 리더십모형에 관한 탐색적 연구>

### 비학위 수료
- 2000년 한국과학기술원(KAIST) 최고정보경영자과정 수료

### 명예 박사 학위
- 2007년 몽골 국립 농업대학교 명예 농업경제학 박사
- 2010년 호서대학교 명예 사회복지학 박사

## 경력
- ㈜빙그레 대표이사 회장
- 주한 몽골 명예영사
- 백범기념관 운영위원회 운영위원
- 서강대학교 이사
- HABITAT 이사
- 대한민국 공군전우회(全 공군 예비역 단체) 부회장
- 서강대학교 총동문회 회장
- (사)이봉창의사 기념사업회 회장
- 하버드 대학교 한국학 연구소 객원 연구위원
- (재)매헌 윤봉길의사 장학재단 이사
- (재)김구재단 이사장
- 유관순열사 기념사업회 부회장
- HABITAT 친선대사
- (사)대한YWCA연합회 후원회 이사
- 단국대학교 석좌교수(경상대학 경영학부)
- 환경재단 이사
- 2010년 7월 28일 2010년 대한민국 재보궐선거 당선(충남 천안시 을, 한나라당, 초선)[1][2]
- 제18대 국회의원
- 독립기념관 이사회 이사
- 공군학사장교회 회장
- (재)김구재단 이사장
- (사)백범김구선생 기념사업협회 부회장
- (재)공군역사재단 이사장
- (재)현담문고 이사장
- 북경대 국제관계학원 초빙교수(访问学者, Senior Research Scholar)
- HABITAT 후원회장
- HABITAT 이사
- 안중근의사숭모회 부이사장

## 가족 관계
본관은 순천이며, 본적은 충청남도 천안시 직산면 상덕리 84번지이다.
- 아버지 김종희: 한화그룹 창업주[1]
- 어머니 강태영
- 아내 김미: 백범 김구의 손녀[1]
- 장인 김신: 교통부 장관, 공군참모총장
- 큰아버지: 김종철
- 형: 김승연
- 자녀: 2남 1녀

## 병역
- 1978. 8. 1.~1982 3. 31. 공군 중위 만기 전역(사관후보 73기)

## 상훈
- 2000년 자랑스런 서강인상
- 2001년 제28회 상공의 날, 은탑산업훈장,
- 2002년 제9회 BPW(전문직 여성클럽 한국연맹) Gold Award
- 2004년 제36회 한국의 경영자상(능률협회)
- 2004년 프랑스 국가공로훈장(L’Ordre du Merite Agricole) - 외국인에게 수여하는 최고 훈장
- 2005년 몽골 정부 수여 북극성 훈장 - 외국인에게 수여하는 최고 훈장
- 2005년 제2한국 리더십대상(리더십학회)
- 2005년 보훈문화상(기념사업부문, 국가보훈처)
- 2006년 국민훈장 동백장
- 2008년 한국마케팅학회, 한국마케팅 CEO대상
- 2008년 기업윤리대상-한국윤리경영학회
- 2008년 칭기스칸 경영대상-한몽경상학회
- 2010년 한일경상학회 제7회 한일경제인 대상
- 2011년 지역신문협회 선정 의정대상
- 2015년 밴 플리트상[3]
- 2019년 적십자훈장 인도장 금장

## 역대 선거 결과
|  | 35.79% |

|  | 46.90% |

|  | 40.02% |

## 같이 보기
- 천안시 을
- 천안시의 국회의원